# Kevin Hogan
Kevin Hogan (ur. 1961) – amerykański ekspert wywierania wpływu oraz języka ciała. Wykładał na University of St. Thomas Management Center w Stanach Zjednoczonych. Prowadzi treningi dla profesjonalistów sprzedaży, zarządzania i komunikacji w wielu krajach na świecie, w których uczestniczą szefowie i managerowie największych firm, takich jak IBM, 3M, Microsoft, Boeing czy Starbucks. 
Swoją wiedzą z zakresu perswazji, wywierania wpływu, języka ciała, motywacji, hipnozy oraz rozwoju osobistego dzielił się w popularnych dziennikach (The New York Times) oraz w magazynach, takich jak Cosmopolitan, Women's World czy Playboy. W 2004 r. komentował kampanię prezydencką w USA, oceniając język ciała kandydatów na prezydenta i wiceprezydenta podczas wyborów. W 2000 roku był w Polsce, gdzie przeprowadził szkolenia na zlecenie polskiego rządu. 
Kevin jest autorem dwudziestu czterech książek, między innymi wydanych po polsku: "Psychologia Perswazji", "Sztuka porozumienia", "Ukryta perswazja" czy "Potężna sprzedaż - nieznane strategie sukcesu".